# Monosomi 4p-syndromet
Monosomi 4p-syndromet, Wolf-Hirschhorns syndrom eller Wolfs syndrom är en medfödd kromosomavvikelse som ofta medför intellektuell funktionsnedsättning samt ofta olika typer av missbildningar. Missbildningarna eller avvikelserna kan variera från barn till barn. Barnen är ofta muskelsvaga och väger något mindre än andra barn. Andra former av missbildningar eller avvikelser som är vanligt förekommande är gomspalt, missbildningar i ögonen, hjärtmissbildningar, svårigheter att räta ut fingrar, stora födelsemärken, outvecklade testiklar och hörselnedsättningar. Barn som föds med syndromet har ofta gemensamma karaktäristiska drag så som litet huvud, hög panna, sneda ögonspringor, liten käke, små tänder och avsaknad av öronsnibbar. De flesta som föds med syndromet har också svår epilepsi. Ett barn på 50 000 beräknas födas med syndromet och är vanligare hos flickor än hos pojkar. 